# 광주농성초등학교
광주농성초등학교는 대한민국 광주광역시 남구에 있는 초등학교다.

## 학교 연혁
- 1973. 10. 10. 광주농성국민학교 설립 인가
- 1974. 03. 08. 광주농성국민학교 개교
- 2007. 03. 01. 제14대 정수정 교장 부임
- 2012. 03. 01. 제16대 정복이 교장 부임
- 2013. 02. 15. 제38회 졸업(총 16,411명 졸업생 배출)
- 2014. 02. 17. 제39회 졸업 (총 16,541명 졸업생 배출)